# Halvfemhuset
Halvfemhuset är ett musikalbum som baserar sig på en TV-serie med samma namn från 1980. James Hollingworth var programledare och skrev och framförde alla sånger. I programmet medverkade många av Sveriges mest etablerade artister. Bland gästartiserna återfanns Lill Lindfors, Ann-Louise Hanson, Gösta Linderholm, Lasse Berghagen, Klapp & Klanggänget, Marie Bergman, Lasse Åberg m.fl. Albumet gavs ut på LP och kassett 1980 och på CD 2005.

## Låtlista
1. Halvfemhuset
2. Jag kan gå på lina
3. Lena Rabarber
4. Kort från lillebror
5. Jag är en liten hund
6. Hallå i telefon
7. I huvudet på en gris
8. TV-monstret
9. Albert
10. Våran galna tupp
11. Signes tur
12. I vår affär
13. Etta tvåa trea
14. Studsboll
15. För han sitter på en potta
16. Hoppalåten
17. Du bara slåss